# Station Genève-Cornavin
Het station Genève-Cornavin (Frans: Gare de Genève-Cornavin, ook Genève Gare de Cornavin) is het belangrijkste spoorwegstation van de stad Genève in het Zwitserse kanton Genève. Het is een belangrijk knooppunt in het Zwitsers spoorwegnet. Met 65.000 reizigers en 720 treinen per dag behoort het tot de tien drukste spoorwegstations van het land.
Het station wordt zowel door de SBB-CFF-FFS als door treinen van de Société Nationale des Chemins de fer Français bediend. Daar zijn zowel lijnen van de Train à Grande Vitesse als lijnen van het TER Rhône-Alpes in betrokken. Ook de Cisalpino EuroCity Monte Rosa rijdt vanuit hier naar Milano Centrale.

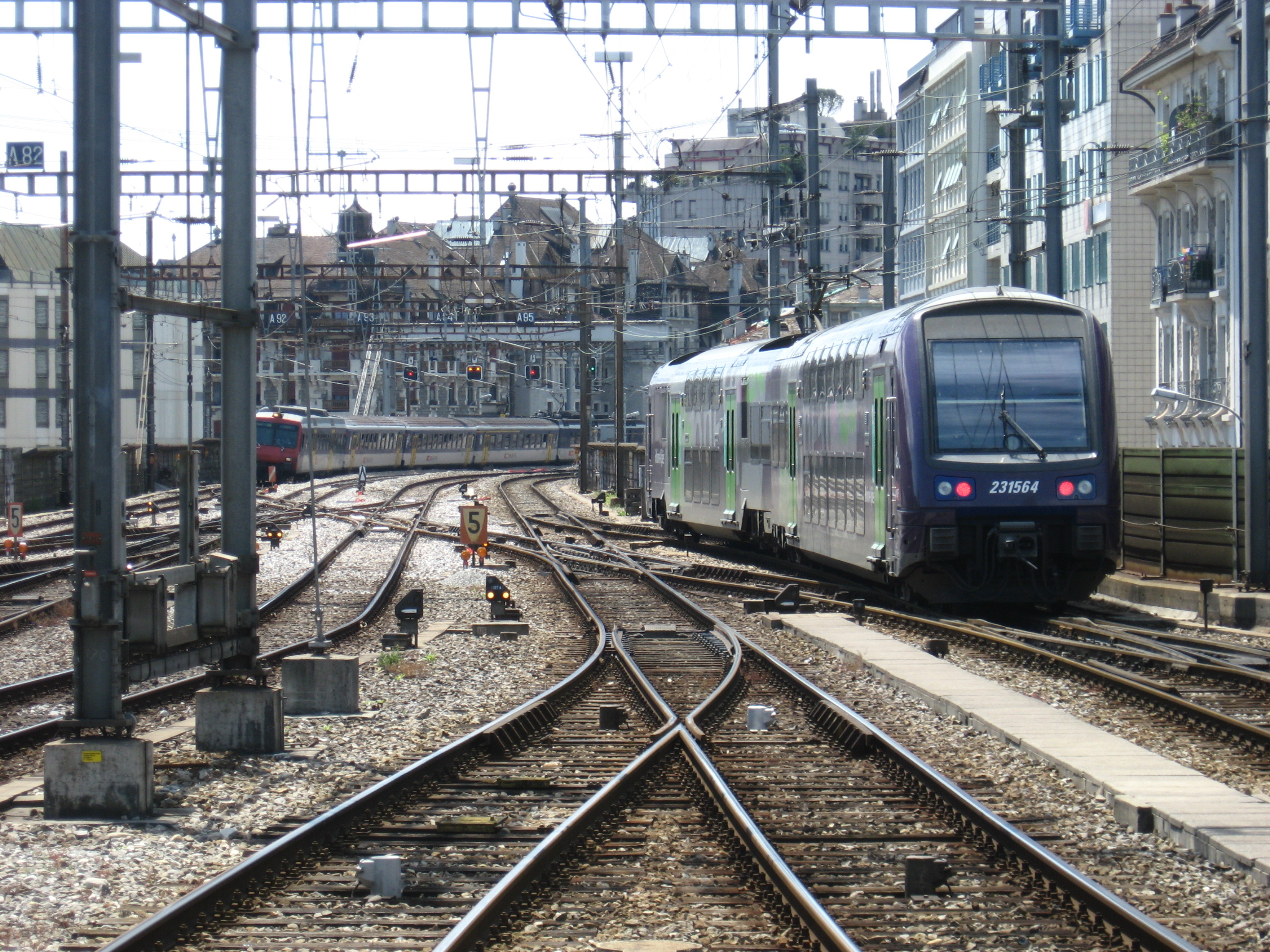
Dubbeldekstrein verlaat Genève onder 1500 V wisselspanning, terwijl een Zwitserse trein binnenrijdt onder 15 kV wisselspanning.

De TGV en TER treinen rijden via de Spoorlijn Lyon - Genève tot in het station Cornavin. Deze hoofdlijn is geëlektrificeerd met de Franse 1500 V gelijkstroom tot een paar perronsporen in Cornavin. Het perron waar de treinen van/naar Frankrijk aankomen/vertrekken is gescheiden van de rest van station en alleen bereikbaar via een douane- en politiecontrolepost. De Franse TER treinen stoppen in Zwitserland alleen in het centraal station van Genève. Hierbij is het normale Franse binnenlandtarief van toepassing. Voor de TGV's vanuit Parijs rijden is het internationale Lyria tarief van toepassing.
Voor de bediening van de lokale dienst op het Zwitserse deel van de lijn Lyon - Genève wordt Zwitsers 1500 V gelijkstroom materieel gebruikt vertrekkend van een ander perron. Er is een frequente dienst tot het grensstation "La Plaine". Enkele lokale treinen rijden door tot Station Pougny-Chancy en Station Bellegarde in Frankrijk.
In 2020 moet een verbinding afgewerkt zijn die de treinen van de spoorlijn Genève - Annemasse die van 1888 tot 2007 vertrokken vanuit het station Genève Eaux-Vives, dan laten vertrekken vanuit Cornavin. Voor dit CEVA-project (Cornavin–Eaux-Vives–Annemasse) moet onder meer de 5.400 m lange Tunnel de Champel gegraven worden.
Het oude stationsgebouw van Cornavin brandde op 11 februari 1909 volledig uit. Het huidige gebouw ontworpen door architect Julien Flegenheimer werd in 1931 volledig afgewerkt.

## Treindiensten
| Serie | Treinsoort                | Route | Bijzonderheden |
| ----- | ------------------------- | --- | -------------- |
| IC 1  | Intercity (SBB)           | Genève-Aéroport – Genève-Cornavin – Lausanne – Bern – Zürich HB – Winterthur – St. Gallen                                                                                    |                |
| IC 5  | Intercity (SBB)           | [ Genève-Aéroport – Genève-Cornavin – ] / [ Lausanne – ] Yverdon-les-Bains – Neuchâtel – Biel/Bienne – Solothurn – Olten – Zürich HB – Winterthur – Sankt Gallen – Rorschach |                |
| IR 15 | InterRegio (SBB)          | Genève-Aéroport – Genève-Cornavin – Lausanne – Fribourg – Bern – Luzern |                |
| IR 90 | Intercity (SBB)           | Genève-Aéroport – Genève-Cornavin – Lausanne – Montreux – Martigny – Sion – Brig                                                                                             |                |
| L1    | Léman Express (CFF, SNCF) | Coppet – Genève-Cornavin – Annemasse (– Thonon-les-Bains (– Évian-les-Bains))                                                                                                |                |
| L2    | Léman Express (CFF, SNCF) | Coppet – Genève-Cornavin – Annemasse (– La Roche-sur-Foron (– Annecy)) |                |
| L3    | Léman Express (CFF, SNCF) | Coppet – Genève-Cornavin – Annemasse (– La Roche-sur-Foron (– Cluses (– Saint-Gervais-les-Bains-Le Fayet)))                                                                  |                |
| L4    | Léman Express (CFF, SNCF) | Coppet – Genève-Cornavin – Annemasse |                |
| L5    | Léman Express (CFF)       | Genève-Cornavin – La Plaine |                |
| L6    | Léman Express (CFF)       | Genève-Cornavin – Bellegarde |                |